# 새뮤얼 링컨
새뮤얼은 1637년에 영국 노퍽으로부터 출발하여 미국 매사추세츠 주 힝햄에 도착한 수습 직조공 곧 섬유노동자였다. 그러나 링컨은 조상에 대해서 자신의 할아버지를 알았을 뿐이었고, 손자와 이름이 같았던 할아버지는 지역 민병대 대장이었으며, 버지니아 로킹햄 지역의 200 에이커 정도의 땅을 상속 받은 건장한 지주이었다. 나중에 할아버지는 그의 가족을 이끌고 버지니아주 로킹햄으로부터 켄터키 주의 제퍼슨 마을로 이주하였다.

## 같이 보기
- 링컨가